# Agia Lavra

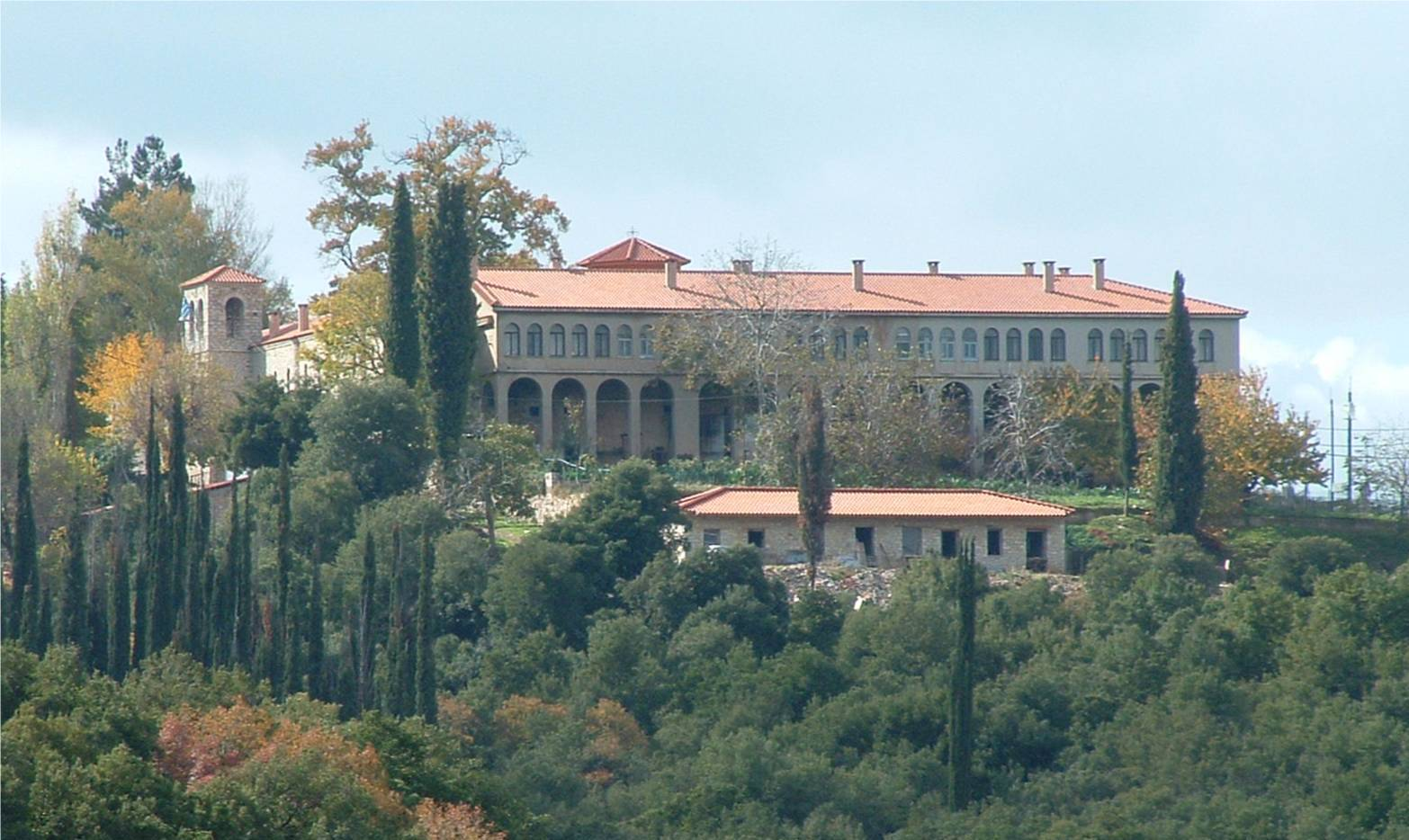
Het klooster van Agia Lavra

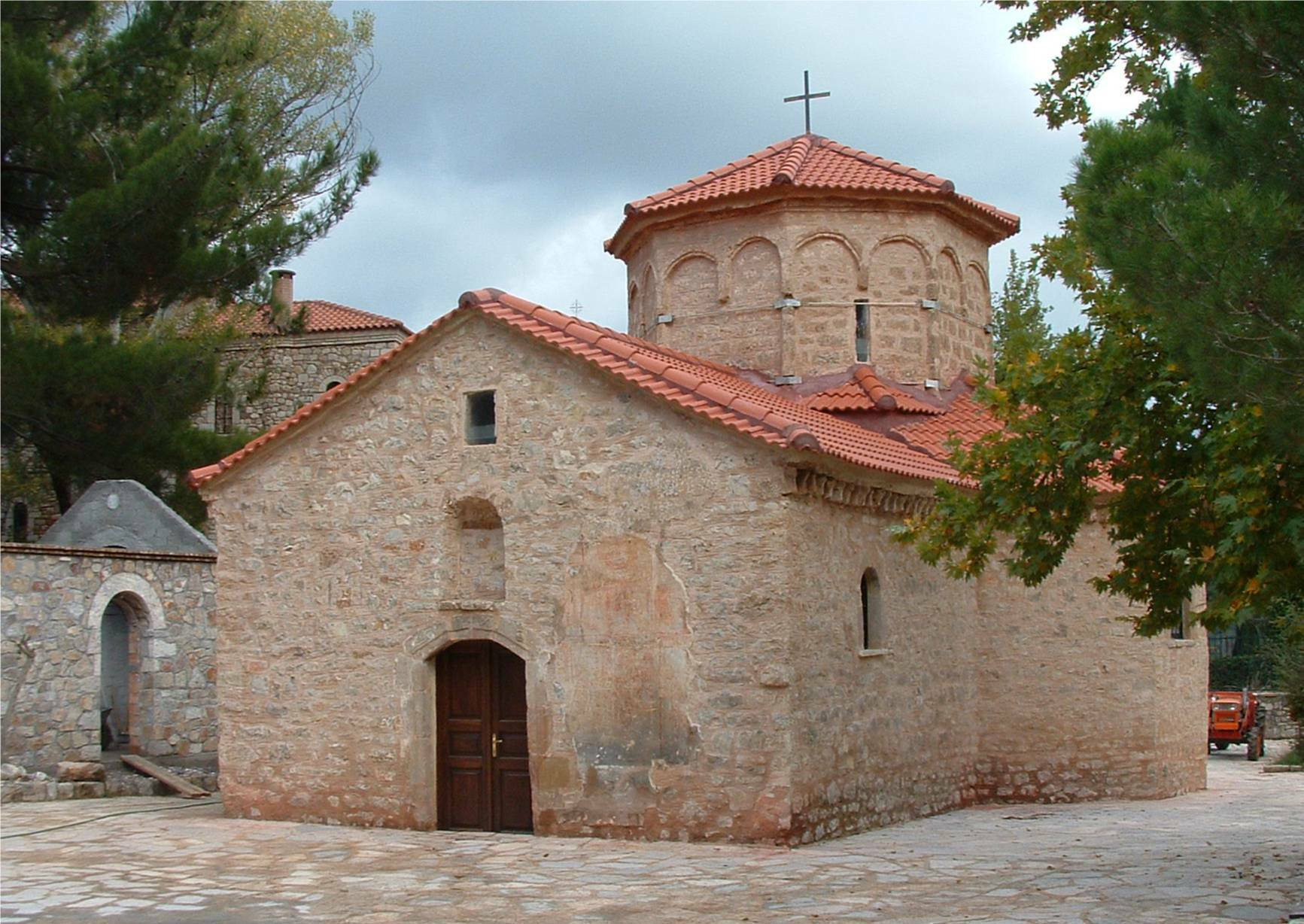
Agia Lavra: de historische kerk uit ± 1600

Het Klooster van Agia Lavra (Grieks: Αγία Λαύρα Καλαβρύτων, Agía Lávra Kalavrýton), gelegen in de Peloponnesos op een vijftal km ten zuidwesten van het stadje Kalavryta, is een van de belangrijkste kloosters van Griekenland. 
Voor de Grieken is het klooster een nationaal heiligdom. Het speelde namelijk een sleutelrol in de Onafhankelijkheidsoorlog: op 25 maart 1821 gaf Germanos, aartsbisschop van Patras, hier het sein tot de algemene opstand tegen de Turken. Hij zegende er het labaron, de banier van de opstandelingen, de eerste vlag van het vrije Griekenland, die hier als een kostbaar kleinood wordt bewaard. Ook werd op die dag voor het eerst de kreet Eleftheria I Thanatos (Grieks: Ελευθερία ή θάνατος), Vrijheid of de Dood gehoord.
Het klooster werd gesticht in 961, toen een kluizenaar op deze eenzame plek een onderkomen zocht. Van het oorspronkelijke bouwwerk blijft echter nagenoeg niets over, want de Turken verwoestten het in 1585. Daarna zag men het iets groter en rond 1600 ontstond het huidige klooster, dat op zijn beurt ook enkele malen in de as werd gelegd. Als straf voor de opstand werd het in 1824 door Ibrahim Pasja zwaar toegetakeld. De laatste maal werd het in 1943 verwoest, door dezelfde Duitse legereenheid die daags daarvoor Kalavryta met een bezoek had vereerd.
Het huidige klooster is uiteindelijk herbouwd naast de ongeschonden gebleven kerk uit ± 1600. Het herbergt een klein museum met oorkonden en handschriften, zeldzame boeken (onder meer een evangelie geschonken door keizerin Catharina de Grote van Rusland) en herinneringen aan de Onafhankelijkheidsoorlog (onder meer de oorspronkelijke vlag van de vrijheidsstrijders).